# Klaus Groebe
Klaus Groebe (* 6. Oktober 1912 in Wilmersdorf b. Berlin; † 14. Januar 2001) war ein deutscher Verwaltungsjurist und Kommunalpolitiker (SPD).

## Leben
Groebe legte 1931 das Abitur in Hannover ab. Es folgte von 1931 bis 1936 ein Studium der Rechtswissenschaften. Im Jahr 1937 promovierte er an der Rechts- und staatswissenschaftlichen Fakultät der Universität Göttingen. Von 1936 bis 1940 war Groebe Rechtsreferendar in Neustadt bei Coburg, Coburg und Bamberg. Anschließend nahm er am Zweiten Weltkrieg teil und kam bis 1947 in Kriegsgefangenschaft.
Ab 1953 war Groebe als Regierungsrat im Landratsamt in Pegnitz tätig, 1955 folgte die Versetzung an das Coburger Landratsamt. Er trat im März 1964 für die SPD zur Landratswahl des Landkreises Coburg erfolgreich an. Von 1. Mai 1964 bis zum 30. Juni 1972 war er Landrat des oberfränkischen Landkreises Coburg. Seine Dienstzeit endete mit der Neugliederung des Landkreises in Folge der Gebietsreform.

## Ehrungen
- 1978: Verdienstkreuz 1. Klasse der Bundesrepublik Deutschland[2]